# Platysenta implexa
Platysenta implexa là một loài bướm đêm trong họ Noctuidae.